# Predigstuhl
Der Predigstuhl ist ein 1278 m ü. A. hoher Berg im Toten Gebirge bei Bad Goisern. Der Berg hat eine sanfte und bewaldete Nordwestseite und eine felsige Süd- und Ostflanke, durch die etliche  Sportkletterrouten und zwei Klettersteige führen. Aufgrund seiner schönen Aussicht und leichten Erreichbarkeit wird der Gipfel zu jeder Jahreszeit oft besucht.

## Aufstieg
Markierte Anstiege:
- Radsteig vom Berggasthof Predigstuhl
- Obermoossteig vom Berggasthof Predigstuhl